# Holovețko, Skole
Holovețko (în ucraineană Головецько) este localitatea de reședință a comunei Holovețko din raionul Skole, regiunea Liov, Ucraina.

## Demografie
Componența lingvistică a localității Holovețko
     Ucraineană (100%)
Conform recensământului din 2001, toată populația localității Holovețko era vorbitoare de ucraineană (100%).